# 昌潍专区
昌潍专区，中华人民共和国山东省已撤销的专区，在今山东省中东部。
1949年置，专员公署驻昌乐县。辖昌乐、安丘、潍县、临朐、淮安、丘南、寿南、益临、益都9县。
1950年，专区迁驻益都县（今青州市）；原由省直辖的潍坊市划归昌潍专区；将原西海专区所属昌邑、昌南、潍北3县及原清河专区所属寿光、益寿2县划入昌潍专区；淮安县更名为潍安县。辖1市、14县。
1951年，专区迁驻潍坊市。1952年，撤销潍安县，并入安丘县；撤销益临县，并入临朐、益都、昌乐3县；撤销益寿县，并入益都、寿南、寿光3县；析寿光县设羊角沟区（县级）。辖1市、11县、1区。
1953年，原属淄博专区的临淄县划入昌潍专区；撤销潍北县，并入潍县；撤销丘南县，并入安丘县；撤销寿南县，并入寿光县。辖1市、9县、1区。
1954年，原属淄博工矿区的博山县划入昌潍专区；撤销羊角沟区，并入寿光县。辖1市、10县。
1956年，原胶州专区所属高密、胶县、胶南、诸城、藏马、五莲、即东7县及原属莱阳专区的平度、蓼兰2县划入昌潍专区；撤销藏马县，并入胶南、五莲2县；撤销昌南县，并入昌邑县；撤销即东县，并入莱阳专区海阳、即墨2县；撤销蓼兰县，并入平度县。辖1市、15县。
1958年，将胶县、胶南2县划归青岛市；撤销潍县，并入潍坊市；撤销临淄县，并入益都县；撤销博山县，并入淄博市。昌潍专区辖1市、10县。
1961年，原由青岛市辖的胶县、胶南2县划入昌潍专区；恢复潍县、临淄2县。辖县级潍坊市及潍县、昌乐、益都、寿光、临淄、临朐、昌邑、平度、高密、安丘、诸城、五莲、胶县、胶南14县。
1967年，撤销昌潍专区，改置昌潍地区。